# Kartel
Kartel je forma obchodní dohody mezi soutěžiteli, která narušuje hospodářskou soutěž. Cílem kartelu je omezení, nebo vyloučení konkurence a maximalizace zisku celého odvětví. V České republice jsou tyto dohody zakázané a neplatné, pokud zvláštní zákon nestanoví jinak nebo pokud výjimku z takového zákazu nepovolí Úřad pro ochranu hospodářské soutěže.

## Legální kartely
Některé kartely jsou vládami podporované, nebo přímo chráněné. Jejich účelem je udržení stability trhu, nebo zajištění odbytu například zemědělských výrobků. Příkladem takového legálního kartelu je Organizace zemí vyvážejících ropu.

## Vznik kartelu
Kartelovou dohodu uzavírají soutěžitelé, kteří vyrábějí stejné nebo podobné výrobky, případně nabízejí stejné nebo podobné služby, a kteří jsou si vědomi toho, že když společně všichni sníží svůj výstup, zvýší se tím cena produktů a tím se zvýší i jejich zisky. Poškozeni naopak jsou soutěžitelé neúčastnící se kartelu a především spotřebitelé. Soutěžitelé uzavírají dohodu například o stanovené ceně, nebo o stanovených podílech na výstupech na trhu, nebo o rozdělení trhu. V posledním případě si firmy nekonkurují a každá firma se na svém trhu chová jako monopol. Ke kartelovým dohodám jsou náchylnější oligopolní trhy. Ty jsou charakteristické tím, že je na ně těžké vstoupit. Převládá na nich několik firem dodávajících většinovou část produkce.
Na oligopolním trhu je chování firem velmi provázané, jednotlivé firmy musí proto při plánování strategie brát v úvahu i strategie ostatních. Občas ale mají firmy tendenci si soutěžení ulehčit, proto mezi nimi mohou vzniknout tajné dohody. Díky takové dohodě se pak tyto firmy mohou chovat jako firma s monopolním postavením.

## Porušení kartelové dohody
Vzhledem k tomu, že kartel je většinou ilegální, je dodržování dohody právně nevymahatelné. Soutěžitelé jsou možným ziskem motivováni k tomu, aby dohodu porušili. Jejich chování je příkladem vězňova dilematu. Soutěžitel může porušit dohodu například tím, že sníží ceny nebo zvýší produkci. Pokud by to soutěžitel udělal, zvýšil by tak svůj zisk. Zisk ostatních členů kartelu se tím naopak sníží. Pokud se ale takto zachovají všichni soutěžitelé v kartelu, všichni si pohorší.

## Typy kartelů
V České republice jsou kartelové dohody podle § 3 zákona č. 143/2001 Sb., o ochraně hospodářské soutěže, děleny takto:

### Dohody o určení cen
Nejčastěji se jedná o situaci, kdy si firmy stanoví prodejní nebo nákupní ceny, tím je narušeno přirozené konkurenční prostředí, znevýhodněny jsou nezúčastněné firmy a především spotřebitelé.

### Restrikční nebo kontrolní kartely
Tato kategorie dohod zahrnuje dohody o omezení nebo kontrole výroby, odbytu, výzkumu a vývoje nebo investic. Omezování výroby nebo odbytu se typicky projevuje jako dohoda o kvótách výroby nebo odbytu. V důsledku regulace výroby se přestává nabídka chovat závisle na poptávce a je tedy uměle limitována, čímž dochází k deformaci soutěžního prostředí.

### Dohody o rozdělení trhu (segmentační kartely)
Jedná se o dohody rozdělující trh podle určitých hledisek. Může se jednat o rozdělení zákazníků podle určitých kritérií, nebo o rozdělení trhu podle lokality. Firma pak na své části trhu získává monopolní postavení.

### Junktimační kartely
Tento typ kartelů je v zákoně popsán jako dohody o tom, že uzavření smlouvy bude vázáno na přijetí nějakého dalšího plnění. Jde o případy, kdy neexistuje žádná souvislost mezi tímto plněním a předmětem smlouvy a z žádných obchodních zvyklostí ani ze zásad poctivého obchodního styku nevyplývá, že by se tato dvě plnění měla poskytovat současně. Odběratel je pak nucen odebírat i zboží, o které neměl zájem a kterým mu jsou zbytečně navyšovány náklady.

### Diskriminace soutěžitelů
Jedná se o dohodu, která určuje uplatňování odlišných podmínek pro různé soutěžitele.

### Bojkoty
V této situaci se účastníci kartelů dohodnou, že nebudou spolupracovat s konkurenty, kteří se dohody neúčastní.

### Bid-rigging
Dalším typem kartelové dohody, avšak nezmiňovaným v tomto zákoně, je takzvaný Bid-rigging. Jedná se o dohodu mezi uchazeči o veřejnou zakázku, kteří úmyslně nepodávají konkurenční nabídky. Důsledkem je poškození zadavatele veřejné zakázky.

## Dovolené kartely
ZOHS však také obsahuje výluky ze zákazu a výjimky ze zákazu, které dovolují existenci některých kartelů.

### Výluky ze zákazu
- Bagatelní kartely – tj. takové, kdy soutěžitelé jednající ve shodě mají podíl menší než 5 % na celostátním trhu nebo na místním trhu menší než 30 %.
- Jednotné používání obchodních dodacích nebo platebních podmínek, přičemž ale v těchto podmínkách nesmí být stanovena cena – jednalo by se o cenový kartel.
- Dohoda vedoucí k racionalizaci hospodářské činnosti.
- Nediskriminační marže

### Výjimky ze zákazu
Výjimky ze zákazu pak dovolují existenci kartelů, které mají positivní vliv na trh.
- Dohoda neobsahuje omezení prodávat jen určité množství nebo jen za určitou cenu, vylučovat určité podnikatele (tj. takové, kteří jsou schopni splnit podmínky).
- Neodporuje zákonnému zákazu nebo dobrým mravům soutěže.
- Omezeními není narušena podnikatelská činnost nabyvatele práva či licence a jejich rozsah neovlivňuje v podstatné míře nepříznivě hospodářskou soutěž na trhu.

## Významné světové kartely
- Organizace zemí vyvážejících ropu (OPEC) založena 14. září 1960. V současné době kontroluje přibližně 75 % světového obchodu s ropou.
- Mezinárodní diamantový kartel založený jihoafrickou těžařskou firmou De Beers roku 1888. Kontroluje více než 60 % světového obchodu s diamanty. Jde o nejstarší kartelovou dohodu, která funguje dodnes.
- Multifiber Arrangement byla provizorní dohoda omezující vývoz textilních výrobků z rozvojových zemí do zemí rozvinutých. Dohoda byla zrušena na jednání Světové obchodní organizace roku 2004.

## Historické kartelové dohody
- První odhalený případ bid-riggingu v ČR, se týkal zakázek pro Vojenskou ubytovací a stavební správu v Litoměřicích.[3]
- Evropská komise udělila skupině 11 leteckých společností pokutu téměř 800 milionů eur za kartelové dohody v nákladní dopravě.[4]